# Collodictyon
Genre
Collodictyon est un genre d’algues vertes de la famille des Asteromonadaceae. Collodictyon triciliatum fut le premier spécimen découvert en 1865 par Henry John Carter.
Il n'est répertorié que dans la boue d'un lac norvégien près de la ville d'Ås.

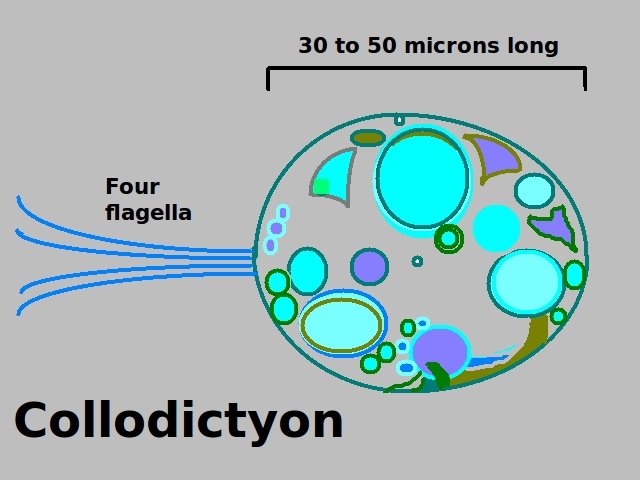
Schéma de Collodictyon.

## Liste d'espèces
Selon AlgaeBase (4 janvier 2020) et BioLib (8 décembre 2019) :
- Collodictyon indicum Iyengar, 1981
- Collodictyon sphaericum Norris, 1964
- Collodictyon triciliatum Carter, 1865

## Publication originale
- (en) H. J. Carter, « XXXII.—On the fresh- and salt-water Rhizopoda of England and India », Annals and Magazine of Natural History, Londres, Taylor & Francis, vol. 15, no 88,‎ avril 1865, p. 277–293 (ISSN 0374-5481, OCLC 1481361, DOI 10.1080/00222936508681805).